# Michael Guhr
Michael Guhr (* 11. März 1873 in Großschlagendorf; † 23. August 1933 in Georgenberg) war ein karpatendeutscher Arzt polnischer, ungarischer, später tschechoslowakischer Nationalität. Er war der Betreiber des Dr.-Guhr-Sanatoriums für Atemwegserkrankungen in Westerheim im Komitat Zips unterhalb der Hohen Tatra.

## Leben
Vor 1880 baute der Großbauer und Gewerbetreibende Paul Wester (1843–1921) in der Nähe der Stadt Poprad am Fuße der Hohen Tatra auf etwa 1000 Metern über dem Meeresspiegel ein zunächst hölzernes Jagdhaus, die Sommerfrische Westerheim. Zügig baute er die Liegenschaft in einer Parklandschaft weiter aus. Es wurden weitere Gästehäuser und ein erstes Hotel errichtet. Paul Wester unterstützte das Medizinstudium seines Neffen Michael Guhr und finanzierte ihm nach dem Studienabschluss Bildungsreisen. Guhr reiste in die Schweiz und interessierte sich dort für Entwicklung von Kurbetrieben, aber auch nach Norwegen. Hier begutachtete er die Gründung und den Ausbau von Wintersportbetrieben.

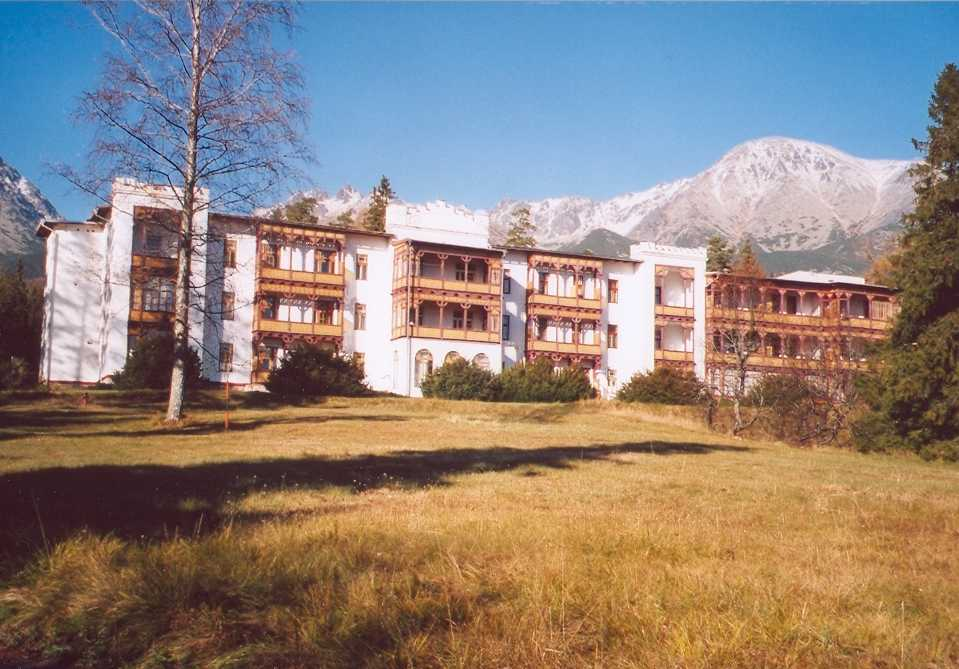
Guhr-Sanatorium, heute Gewerkschaftsheim

1898 wurde eine Wasserheilanstalt, 1903 eine Villa mit 40 Zimmern und 1906 ein zweistöckiges Sanatorium mit 60 Zimmern und Zentralheizung errichtet. Unter der Leitung von Guhr legte man den Schwerpunkt auf die Behandlung von Atemwegserkrankungen wie Tuberkulose und Asthma. Man war damit Vorreiter in der noch in den Kinderschuhen steckenden Klimatherapie (in jener Zeit hielt sich in Davos noch kaum ein halbes Dutzend Patienten auf). Besonders die Tuberkulose hatte in der damaligen Zeit epidemische Ausmaße in Europa. Mit ersten Sporteinrichtungen bereitete man gleichzeitig die Entwicklung eines abwechslungsreichen Wintersportangebotes vor. Im Ersten Weltkrieg wurde Westerheim zum Lazarett.
Ende des Ersten Weltkrieges wurde die Zips aus dem untergegangenen Königreich Ungarn herausgetrennt und der neu entstandenen Tschechoslowakei zugeschlagen. Damit gehörte man plötzlich zu einem Siegerstaat und Inflation und wirtschaftlicher Zusammenbruch wurden zu Randerscheinungen. Der offizielle Siedlungsname änderte sich. Aus Westerheim wurde das slowakische „Tatranská Polianka“. Nach dem Tod des Gründers Paul Wester (1843–1921) übernahm Michael Guhr den gesamten Betrieb.
Zielstrebig baute er das Sanatorium weiter aus und eröffnete 1928 das „Dr.Guhr Sanatorium“. Er erweiterte und intensivierte die Anwendungsgebiete. Neben der Klimatherapie für Tuberkulose und Asthma bot er zusätzliche Behandlungen für Schilddrüsenkrankheiten und die Basedowsche Krankheit an. Er bildete seinen Neffen Paul Kunsch (1891–1959), ein Enkel des Gründers Paul Wester, zu seinem Chefarztassistenten aus. Guhr selbst promotete auf zahlreichen Vortragsreisen in Europa und den Vereinigten Staaten die erfolgreichen Tätigkeiten seines Sanatoriums, insbesondere die klimatische Heilung der Basedowsche Krankheit. Auch organisierte er erste Skiwettkämpfe und baute auf seiner Liegenschaft eine kleine Skisprungschanze sowie eine Rodel- und Bobbahn. Durch sein Wirken entstand hier ein Zentrum des Wintersportes und des Kurwesens in der Hohen Tatra. 1933 verstarb Michael Guhr plötzlich. Sein Neffe Paul Kunsch wurde sein Nachfolger und blieb es bis 1944.
Nach der Flucht von der Sowjetarmee und Enteignung durch die Beneš-Dekrete wurde das ehemalige Dr.-Guhr-Sanatorium unter dem Namen Jiří-Wolker-Gewerkschaftssanatorium weiter betrieben. Der letzte ehemalige Eigner Paul Kunsch leitete nach seiner Flucht in Linz-Steg eine eigene internistische Praxis und war Chefarzt des dortigen kleinen Krankenhauses. Sein Sohn Paul Kunsch junior (* 1927) wurde Obermedizinalrat, sein Enkel med. Paul Kunsch III ebenfalls Mediziner.